# Okopî, Jovkva
Okopî (în ucraineană Окопи) este un sat în comuna Lavrîkiv din raionul Jovkva, regiunea Liov, Ucraina.

## Demografie
Componența lingvistică a localității Okopî
     Ucraineană (100%)
Conform recensământului din 2001, toată populația localității Okopî era vorbitoare de ucraineană (100%).